# Brachystegia allenii
Brachystegia allenii Burtt Davy & Hutch., 1923 è una pianta della famiglia delle Fabacee (sottofamiglia Detarioideae), nativa dell'Africa.

## Distribuzione e habitat
La specie è presente in Malawi, Mozambico, Tanzania, Zaire, Zambia e Zimbabwe.